# Підкуп працівника підприємства, установи, організації
Підкуп працівника підприємства, установи чи організації — це пропозиція чи обіцянка працівникові підприємства, установи чи організації, який не є службовою особою, або особі, яка працює на користь підприємства, установи чи організації, надати йому (їй) або третій особі неправомірну вигоду, а так само надання такої вигоди за вчинення чи невчинення працівником будь-яких дій з використанням становища, яке він займає, або особою, яка працює на користь підприємства, установи чи організації, в інтересах того, хто пропонує, обіцяє чи надає таку вигоду, або в інтересах третьої особи.

## Загальні положення
Згідно зі статтею 354 Кримінального Кодексу України підкуп працівника підприємства, установи чи організації карається штрафом або ж позбавленням волі, а саме:
- Підкуп працівника підприємства, установи чи організації — караються штрафом від ста до двохсот п'ятдесяти неоподатковуваних мінімумів доходів громадян або громадськими роботами на строк до ста годин, або виправними роботами на строк до одного року, або обмеженням волі на строк до двох років, або позбавленням волі на той самий строк.
- Ті самі дії, вчинені повторно або за попередньою змовою групою осіб, — караються штрафом від двохсот п'ятдесяти до п'ятисот неоподатковуваних мінімумів доходів громадян або громадськими роботами на строк від ста до двохсот годин, або виправними роботами на строк до двох років, або обмеженням волі на строк до трьох років, або позбавленням волі на той самий строк.
- Прийняття пропозиції, обіцянки або одержання працівником підприємства, установи чи організації, який не є службовою особою, або особою, яка працює на користь підприємства, установи чи організації, неправомірної вигоди, а так само прохання надати таку вигоду для себе чи третьої особи за вчинення чи невчинення будь-яких дій з використанням становища, яке займає працівник на підприємстві, в установі чи організації, або у зв'язку з діяльністю особи на користь підприємства, установи чи організації, в інтересах того, хто пропонує, обіцяє чи надає таку вигоду, або в інтересах третьої особи -караються штрафом від двохсот п'ятдесяти до п'ятисот неоподатковуваних мінімумів доходів громадян або громадськими роботами на строк від ста до двохсот годин, або обмеженням волі на строк до двох років, або позбавленням волі на той самий строк.
- Дії, передбачені частиною третьою цієї статті, вчинені повторно або за попередньою змовою групою осіб чи поєднані з вимаганням неправомірної вигоди, — караються штрафом від п'ятисот до семисот п'ятдесяти неоподатковуваних мінімумів доходів громадян або громадськими роботами на строк від ста шістдесяти до двохсот сорока годин, або обмеженням волі на строк до трьох років, або позбавленням волі на той самий строк.
- Особа, яка запропонувала, пообіцяла або надала неправомірну вигоду, звільняється від кримінальної відповідальності за злочини, передбачені статтями 354, 368-3, 368-4, 369, 369-2 Кримінального Кодексу України, якщо після пропозиції, обіцянки чи надання неправомірної вигоди вона — до отримання з інших джерел інформації про цей злочин органом, службова особа якого згідно із законом наділена правом повідомляти про підозру, — добровільно заявила про те, що сталося, такому органу та активно сприяла розкриттю злочину, вчиненого особою, яка одержала неправомірну вигоду або прийняла її пропозицію чи обіцянку[1].

## Особливі положення
Законодавством передбачені особливі положення щодо поняття підкуп працівника підприємства, установи чи організації, тобто:
- Під особою, яка працює на користь підприємства, установи, організації, слід розуміти особу, яка виконує роботу або надає послугу відповідно до договору з таким підприємством, установою, організацією.
- У цій статті під неправомірною вигодою слід розуміти грошові кошти чи інше майно, переваги, пільги, послуги, нематеріальні активи, будь-які інші вигоди нематеріального чи негрошового характеру, які пропонують, обіцяють, надають чи одержують без законних на те підстав.[2]
- Під пропозицією у статтях 354, 368, 368-3-370 слід розуміти висловлення працівнику підприємства, установи чи організації, особі, яка надає публічні послуги, або службовій особі наміру про надання неправомірної вигоди, а під обіцянкою — висловлення такого наміру з повідомленням про час, місце, спосіб надання неправомірної вигоди[3].
- Повторним у статтях 354, 368, 368-3, 368-4 і 369 Кримінального Кодексу України визнається злочин, вчинений особою, яка раніше вчинила будь-який із злочинів, передбачених зазначеними статтями.
- У статтях 354, 368, 368-3 і 368-4 Кримінального Кодексу України під вимаганням неправомірної вигоди слід розуміти вимогу щодо надання неправомірної вигоди з погрозою вчинення дій або бездіяльності з використанням свого становища, наданих повноважень, влади, службового становища стосовно особи, яка надає неправомірну вигоду, або умисне створення умов, за яких особа вимушена надати неправомірну вигоду з метою запобігання шкідливим наслідкам щодо своїх прав і законних інтересів[1].

## Відповідальність
Розмір штрафу чи позбавлення волі за примушення чи невиконання цивільно-правових зобов'язань залежить від повторності або попередньої змови групи осіб:
- Примушування до виконання чи невиконання цивільно-правових зобов'язань, тобто вимога виконати чи не виконати договір, угоду чи інше цивільно-правове зобов'язання з погрозою насильства над потерпілим або його близькими родичами, пошкодження чи знищення їх майна за відсутності ознак вимагання, — карається виправними роботами на строк до двох років або арештом на строк до шести місяців, або обмеженням волі на строк до двох років.
- Примушування до виконання чи невиконання цивільно-правових зобов'язань, вчинене повторно або за попередньою змовою групою осіб, або із погрозою вбивства чи заподіяння тяжких тілесних ушкоджень, або поєднане з насильством, що не є небезпечним для життя і здоров'я, або з пошкодженням чи знищенням майна, — карається позбавленням волі на строк від трьох до п'яти років.
- Примушування до виконання чи невиконання цивільно-правових зобов'язань, вчинене організованою групою або поєднане з насильством, небезпечним для життя чи здоров'я, або таке, що завдало великої шкоди чи спричинило інші тяжкі наслідки, — карається позбавленням волі на строк від чотирьох до восьми років[1].